# Pocisk odrzutowy

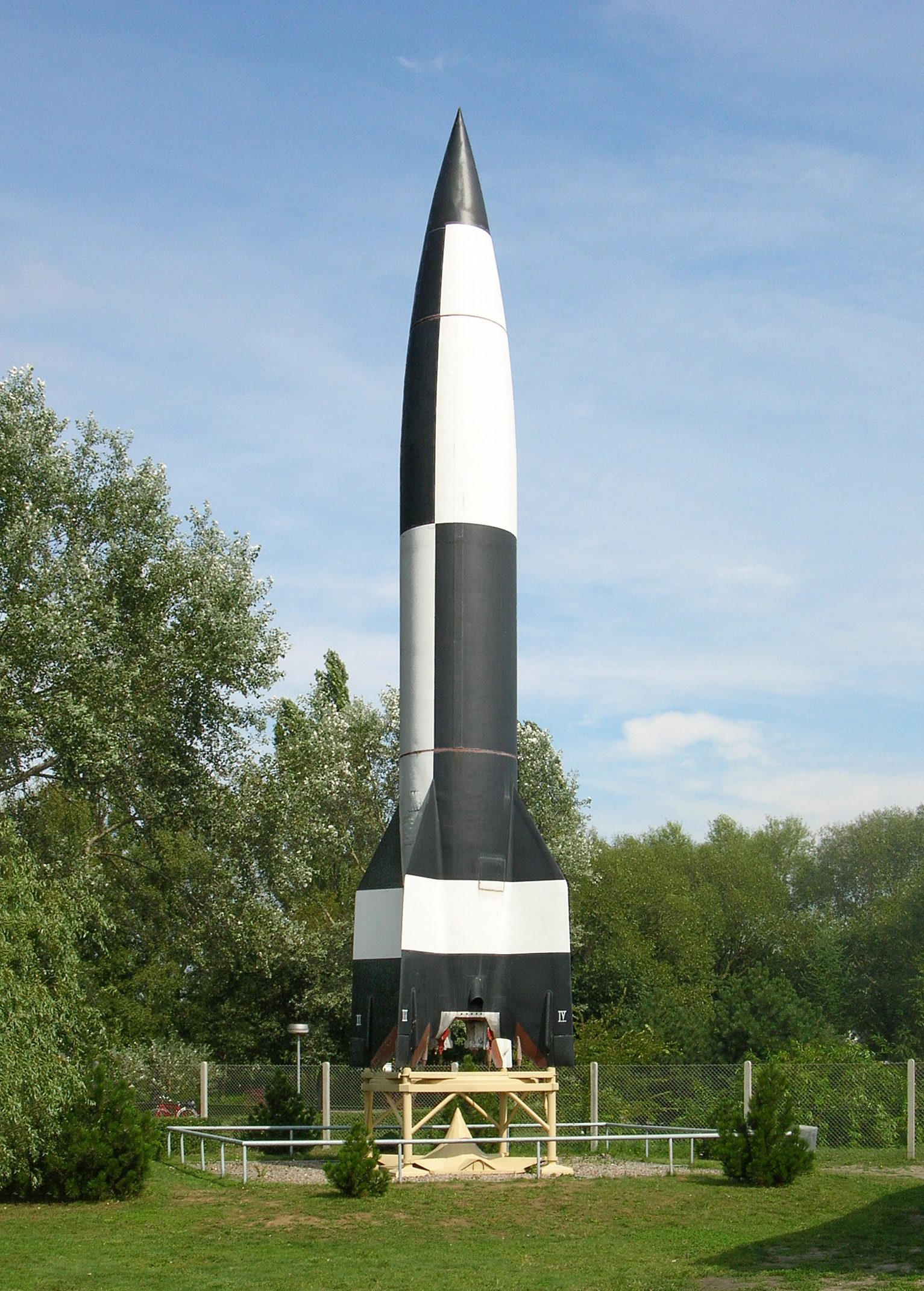
Rakietowy pocisk balistyczny V-2

Pocisk odrzutowy – pocisk napędzany silnikiem odrzutowym, przeznaczony do niszczenia celów za pomocą przenoszonego ładunku bojowego.
Najliczniejszą i najstarszą grupą pocisków odrzutowych są pociski rakietowe (rakiety bojowe), napędzane silnikami rakietowymi, stąd często potocznie, aczkolwiek nieściśle, utożsamia się z rakietami wszystkie pociski odrzutowe. 
Oprócz pocisków napędzanych wyłącznie silnikami rakietowymi (rakiet), liczną grupę stanowią pociski o napędzie mieszanym, ze startowym silnikiem rakietowym i marszowym przelotowym silnikiem odrzutowym. Rzadziej stosowane są pociski napędzane jedynie przelotowym silnikiem odrzutowym. 

## Historia rozwoju
Pierwsze pociski, w postaci wystrzeliwanych z łuków strzał zaopatrzonych w ładunki zapalające, pojawiły się kilkaset lat przed naszą erą. Była to broń przeznaczona do niszczenia celów na znaczne odległości, podpalania budynków itp. Tego typu strzały były prekursorem pocisków rakietowych, chociaż same, ze względu na brak własnego napędu nimi nie były.
Według niektórych podań, proch czarny i prymitywne rakiety miały być znane na Bliskim i Dalekim Wschodzie już w starożytności, niemniej brak jest potwierdzenia tego. Przyjmuje się, że proch został wynaleziony w Chinach w IX wieku, tam też po raz pierwszy był stosowany, początkowo do sztucznych ogni, a później także do celów bojowych. Pierwsze wzmianki o dzidach z przytwierdzonymi silnikami rakietowymi pochodzą z chińskich manuskryptów z roku 1130. Dzida taka miała większy zasięg lotu, a po upadku mogła wzniecić pożar. Później dzidę zastąpiła żerdź stabilizująca lot pocisku, przymocowana do silnika rakietowego. Pierwsze zanotowane użycie bojowe rakiet nastąpiło przeciw Mongołom w 1232. Po wykradzeniu Chińczykom technologii produkcji prochu przez Mongołów, tajemnica budowy pocisków rakietowych rozprzestrzeniła się wraz z ordami na zachód kontynentu azjatyckiego, przez kraje arabskie w stronę Europy.
Pociski rakietowe znano w Europie już od XIII wieku. Ze względu na małą skuteczność, używano ich dość rzadko, bardziej do celów rozrywkowych w postaci sztucznych ogni niż zastosowań militarnych. W nielicznych zastosowaniach wojskowych były one wystrzeliwane z łuków lub kuszy. Rycerstwo polskie po raz pierwszy prawdopodobnie spotkało się z pociskami rakietowymi używanymi przez Mongołów podczas bitwy pod Legnicą w 1241 roku. Miały one postać latawców w kształcie smoków z doczepionymi rakietami, których celem było raczej wprowadzenie paniki w szeregi obrońców niż spowodowanie zniszczeń. Pod koniec średniowiecza, broń rakietowa w Europie została na kilkaset lat wyparta przez celniejszą i skuteczniejszą broń palną, aczkolwiek w dalszym ciągu prowadzono nad nią badania i rozważania teoretyczne. 

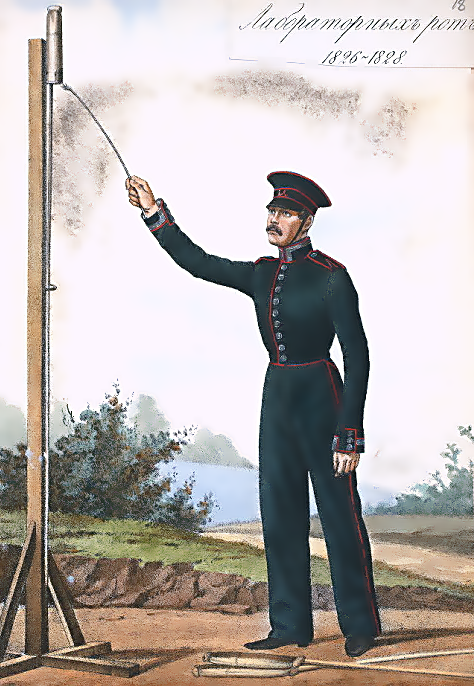
Żołnierz rosyjski z rakietą Congreve`a 1826–1828

Do pionierów światowych badań nad pociskami rakietowymi w tym okresie należeli także Polacy: Walenty Sebisch i zwłaszcza Kazimierz Siemienowicz, autor Wielkiej sztuki artylerii część pierwsza. Na większą skalę w XVIII wieku broni rakietowej używali Hindusi w walkach z Brytyjczykami, co było jedną z przyczyn jej powrotu do Europy. Ponownego spopularyzowania pocisków rakietowych dokonał angielski wynalazca William Congreve, konstruktor pocisków, których używały wojska brytyjskie m.in. podczas bitwy o Kopenhagę w 1807 i oblężenia Gdańska w 1813 podczas wojen napoleońskich, a także w wojnie brytyjsko-amerykańskiej w 1813–1814. W Rosji następnie zagadnieniami pocisków rakietowych zajmował się generał Konstantinow i wielu innych. W Polsce pociskami rakietowymi w XIX w. zajmował się generał Józef Bem, autor Uwag o rakietach zapalających.
Pierwszą polską jednostką wojskową używającą pocisków rakietowych był sformowany w 1823 roku w ramach Królestwa Kongresowego korpus rakietników. W powstaniu listopadowym, podczas bitwy o Olszynkę Grochowską również używano broni rakietowej. Na początku XIX wieku oddziały rakietników wchodziły w skład armii Wielkiej Brytanii, Rosji, Austrii i Prus. Wzięli oni udział m.in. w bitwie narodów pod Lipskiem, pod Waterloo, w wojnie rosyjsko-tureckiej i wojnie krymskiej. Znaczenie wojsk rakietowych zmalało po upowszechnieniu się znacznie celniejszej artylerii o lufach gwintowanych, doprowadzając do rozwiązania jednostek rakietników.
Kolejny raz pociski rakietowe pojawiły się w historii wojen podczas II wojny światowej. Wszystkie strony konfliktu posiadały pociski rakietowe napędzane paliwem stałym lub ciekłym. Do najsłynniejszych rozwiązań należały radzieckie artyleryjskie wyrzutnie Katiusza i RS, chociaż pocisków artyleryjskich z powodzeniem używali także Niemcy i alianci zachodni. Podczas II wojny światowej pojawiły się też, jako pierwsze, niemieckie samoloty-pociski V1, napędzane silnikiem pulsacyjnym. Najwyższy stopień rozwoju technicznego rakiet osiągnęła podczas wojny nauka niemiecka, prowadząc próby z pociskami kierowanymi, a przede wszystkim wprowadzając pierwsze balistyczne pociski rakietowe V2, dające impuls powojennemu rozwojowi międzykontynentalnych pocisków balistycznych, a także, do zastosowań cywilnych, rakiet kosmicznych.
Po zakończeniu wojny powstało wiele odmian pocisków rakietowych, przeznaczonych zarówno do celów militarnych jak i pokojowych (wynoszenia na orbitę okołoziemską sztucznych satelitów i badania atmosfery). Wraz z rozwojem silników odrzutowych, po wojnie zaczęto stosować do napędu pocisków odrzutowych, oprócz silników rakietowych, także silniki odrzutowe przelotowe: turboodrzutowe i od lat 50. strumieniowe.

## Budowa i zastosowanie

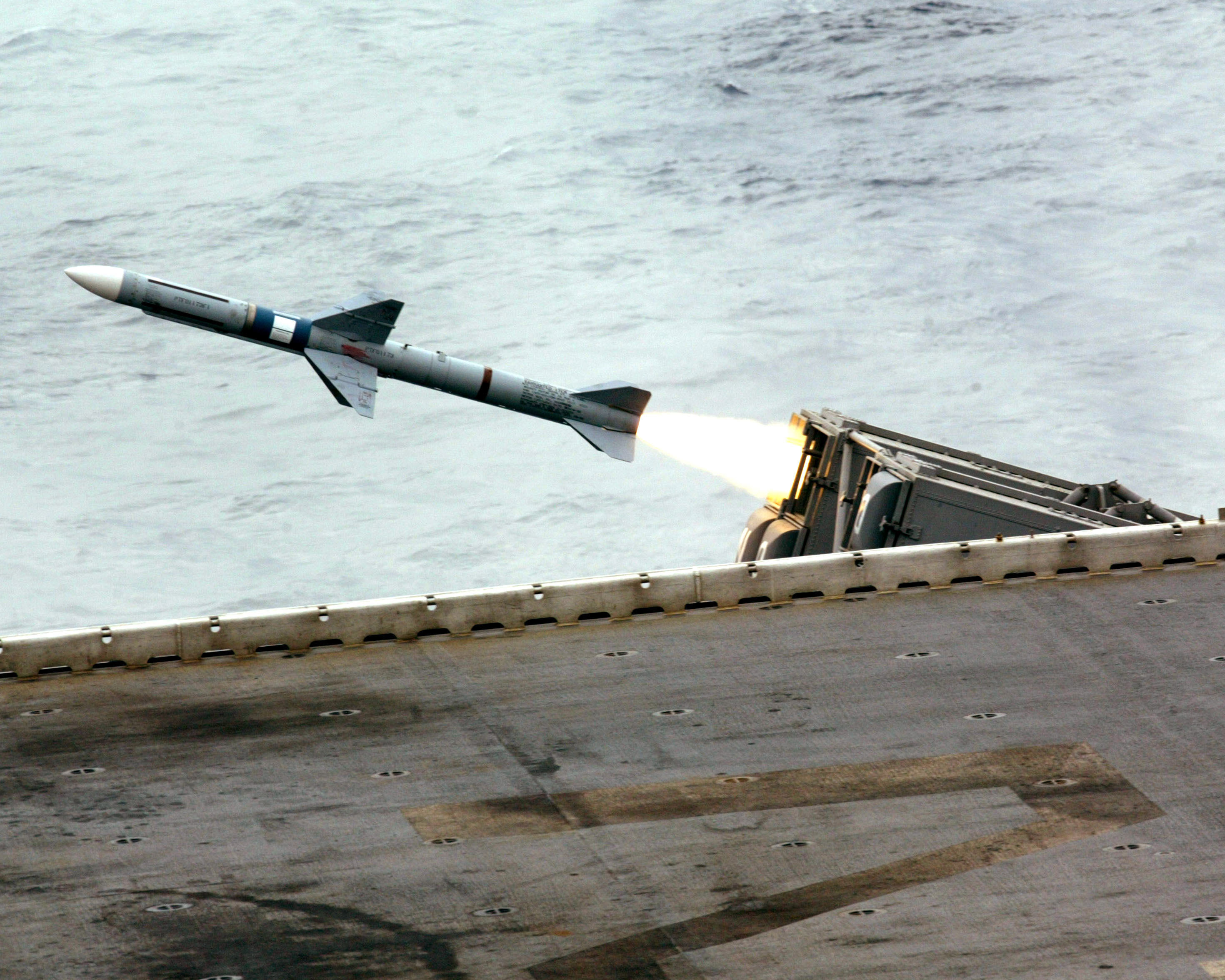
Start pocisku przeciwlotniczego RIM-7 Sea Sparrow

Pierwsze pociski rakietowe miały postać wzmocnionej sznurkiem papierowej tuby wypełnionej ubitym czarnym prochem, zakończonej czepcem z ładunkiem bojowym, a z drugiej strony dyszą wylotową w postaci otworu. Do stabilizacji lotu pocisku stosowano przytwierdzoną do niego długą żerdź, nazywaną po włosku rocchetta, od której także wzięła się nazwa rakieta. Współczesne pociski rakietowe również mają ogólnie postać rury, z przytwierdzonymi do niej wielobocznymi powierzchniami stabilizującymi lot lub sterującymi jego przebiegiem. Napęd stanowi zazwyczaj silnik rakietowy na stały materiał pędny, rzadziej na paliwo ciekłe. W przedniej części pocisku rakietowego znajduje się zazwyczaj głowica bojowa oraz opcjonalnie systemy sterowania lub naprowadzania pocisku.

### Odpalanie i tor lotu
Odpalenie pocisku odbywa się zazwyczaj ze specjalnych wyrzutni zapewniających odpowiednie położenie pocisku w momencie startu, kiedy jeszcze nie działają aerodynamiczne powierzchnie stabilizujące. Silnik lub silniki rakietowe, napędzają pocisk umożliwiając jego podążanie w kierunku celu. Tor lotu pocisku może być aktywny, wtedy gdy jest on napędzany silnikiem, oraz pasywny, gdy silniki kończą pracę po wyczerpaniu paliwa. W niektórych pociskach występuje tylko aktywny tor lotu, gdyż są one zaprojektowane do rażenia celów z odległości mniejszych niż czas pracy silnika. Zazwyczaj po wyczerpaniu się paliwa wbudowany mechanizm samodestrukcji powoduje detonację pocisku. Przykładem pocisków poruszających się po torze aktywnym i pasywnym są pociski balistyczne, które przy pomocy silnika są rozpędzane do odpowiedniej prędkości, a później kontynuują lot siłą bezwładności bez pomocy jednostek napędowych.

### Sposoby kierowania i naprowadzania pocisków
W wielu językach, głównie romańskich istnieją różne słowa na określenie pocisków niekierowanych i kierowanych. W języku angielskim pociski niekierowane określane są jako rocket, kierowane słowem missile pochodzącym od łacińskiego mittere oznaczającego wysyłać. W języku polskim stosuje się termin kierowany lub niekierowany pocisk rakietowy. Pierwsze balistyczne pociski rakietowe V-2 posiadały bezwładnościowy (inercyjny) system naprowadzania, który naprowadzał pocisk na cel bez ingerencji z ziemi. Inny niemiecki pocisk rakietowy Hecht, leciał po zaprogramowanej trajektorii, manewrując w celu zwiększenia prawdopodobieństwa trafienia. Pierwszym kierowanym pociskiem rakietowym był zbudowany w zakładach Rurhstahl przeciwlotniczy X-4, naprowadzany przez operatora za pośrednictwem rozwijającego się ze znajdującej się w tylnej części pocisku szpuli przewodu. Również obecnie stosuje się tę metodę naprowadzania, ale tylko dla pocisków przeciwpancernych, takich jak BGM-71 TOW.

We współcześnie używanych pociskach rakietowych stosuje się naprowadzanie drogą radiową oraz znacznie częściej samonaprowadzanie przy pomocy głowic termicznych, radarowych lub telewizyjnych. Możliwe jest także naprowadzenie pocisku rakietowego na cel oświetlony przez znacznik laserowy lub na podstawie wskazań odbiornika GPS i/lub systemów nawigacji bezwładnościowej INS.
Rodzaje kierowania pocisków odrzutowych:
- samonaprowadzanie - pocisk naprowadza się na cel według własnych układów:
  - pasywne (bierne), wykorzystujące promieniowanie własne celu, m.in.:
    - termiczne - na promieniowanie podczerwone (cieplne)
    - optyczne - na promieniowanie widzialne
    - wykorzystujące emisję radiową celu (w pociskach przeciwradarowych)

  - półaktywne, na fale odbite od celu oświetlonego przez nadajnik zewnętrzny
  - aktywne (radarowe), na fale odbite od celu oświetlonego przez nadajnik pocisku
- autonomiczne (programowe) - pocisk leci po zaprogramowanej trasie lotu, m.in.:
  - astronawigacyjne
  - bezwładnościowe (inercyjne)
  - topograficzne
  - satelitarne (GPS)
- zdalne kierowanie - pocisk jest kierowany według sygnałów zewnętrznych:
  - za pomocą sygnałów kierujących (komendowe): ręczne, półautomatyczne, automatyczne
  - za pomocą wiązki prowadzącej

### Rodzaje bojowych pocisków rakietowych

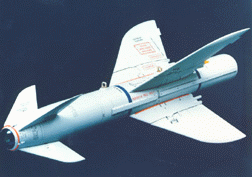
Pocisk przeciwokrętowy AGM-119 Penguin

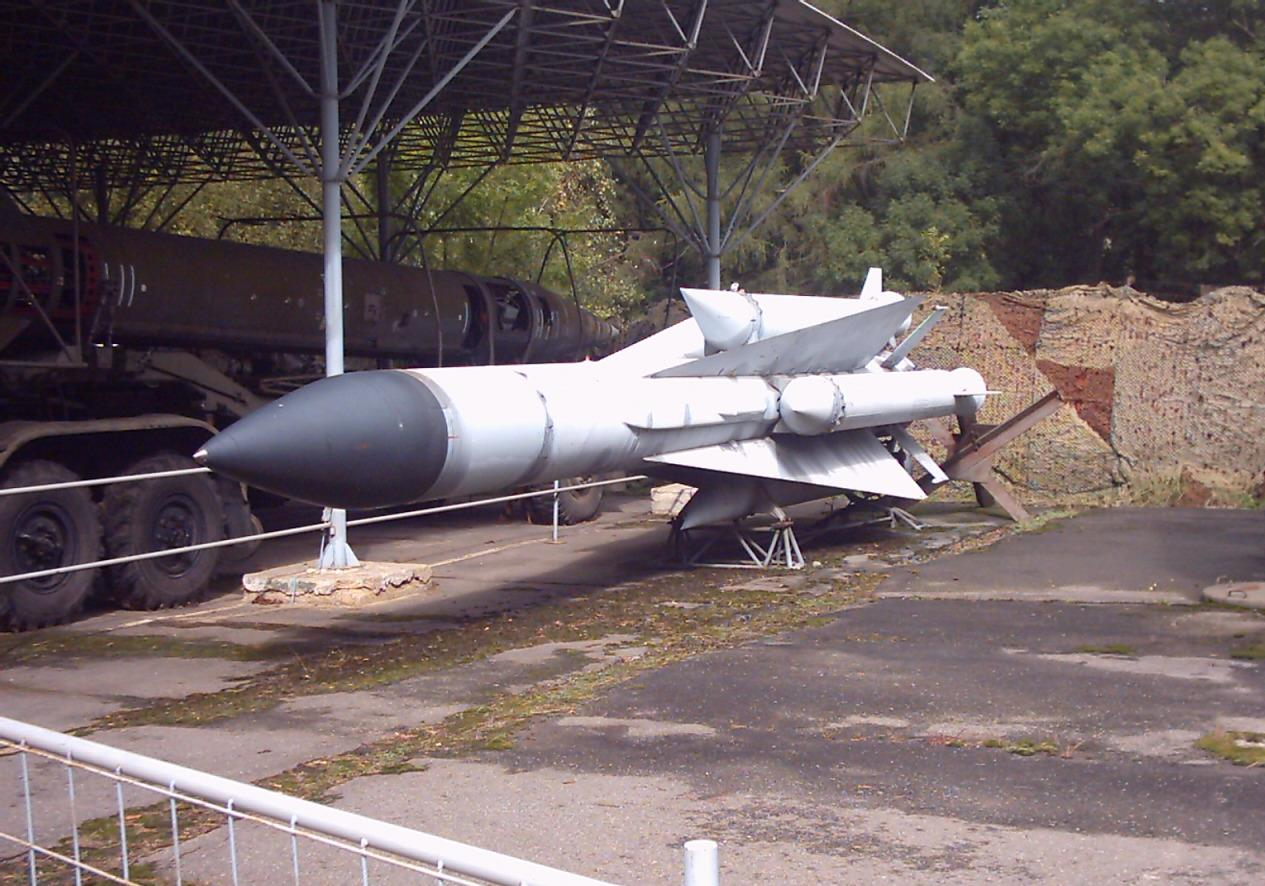
Pocisk przeciwlotniczy Wega

Istnieje wiele kryteriów klasyfikacji bojowych pocisków rakietowych, z których najczęstszymi są podział ze względu na przeznaczenie i ze względu na platformę z której są wystrzeliwane.

Ze względu na przeznaczenie rozróżniamy:
- pociski przeciwlotnicze - kierowane, do zwalczania statków powietrznych, wystrzeliwane z wyrzutni naziemnych, morskich lub powietrznych[7] (S-75 Dwina, Patriot, Stinger, Strzała-2, Sparrow), sporadycznie dawniej niekierowane[8]
- antyrakiety, czyli pociski do zwalczania innych rakiet. Z uwagi na szczególne wymagania są one rozróżniane od rakiet przeciwlotniczych, chociaż wiele obecnych pocisków przeciwlotniczych ma pewne możliwości zwalczania także rakiet (Patriot, Arrow).
- pociski przeciwokrętowe - kierowane, do zwalczania jednostek pływających, wystrzeliwane z wyrzutni morskich, naziemnych lub powietrznych (Exocet, Harpoon, Penguin)
- pociski przeciw celom naziemnym:
  - przeciwpancerne - kierowane, do zwalczania pojazdów opancerzonych, z wyrzutni naziemnych lub powietrznych[9] (TOW, HOT, Hellfire, 9M14 Malutka). na początku XXI w. podstawowym pociskiem przeciwpancernym w wojsku polskim stał się Spike.
  - artyleryjskie - niekierowane, do rażenia naziemnych celów powierzchniowych (z wyrzutni naziemnych lub morskich)[10]
  - lotnicze - kierowane lub niekierowane, do rażenia celów powierzchniowych lub punktowych, z wyrzutni powietrznych[11]
  - taktyczne  - do bezpośredniego wsparcia wojsk lądowych (zasięg od kilku do ok. 50 km)
  - taktyczno-operacyjne - kategoria pośrednia, wyposażone w głowice o dużej sile rażenia (zasięg od ok. 50 do ok. 600 km) (V2)
  - operacyjne - do niszczenia ważnych celów operacyjnych, wyposażone w głowice atomowe (zasięg od kilkuset do ok. 1000 km) (MGM-31 Pershing)
  - strategiczne (globalne, międzykontynentalne) - do celów masowej zagłady (Topol-M)

Ze względu na tor lotu:
- Rakietowe pociski balistyczne
Poruszające się po krzywej balistycznej, składającej się z trzech etapów:
  - faza wznoszenia (ang. Boost phase), w której następuje start pocisku i przyśpieszanie za pomocą rakietowego systemu napędowego, do prędkości umożliwiającej pokonanie przyciągania ziemskiego i opuszczenie atmosfery;
  - faza środkowa (ang. Mid-course phase) - faza kosmiczna lotu pocisku, po odłączeniu się członów napędowych pocisku, w której jego głowica porusza się lotem bezwładnym, podlegając sile przyciągania ziemskiego;
  - faza terminalna (ang. Terminal phase) - w której pod wpływem grawitacji ziemskiej głowica ponownie wchodzi w jej atmosferę i zmierza bezpośrednio ku swojemu celowi.
- atmosferyczne
Pociski poruszające się po trasie pozostającej całkowicie w obrębie atmosfery ziemskiej, w tym:
  - pociski manewrujące

Pociski taktyczno-operacyjne, operacyjne i strategiczne utożsamiane są na ogół z pociskami balistycznymi (klasyfikacja ze względu na tor lotu). Alternatywny podział pocisków przeciw celom naziemnym dokonywany jest ze względu na zasięg.
Ze względu na platformę wystrzeliwania rozróżniamy pociski:
- lotnicze - wystrzeliwane z pokładów samolotów i śmigłowców:
  - powietrze-powietrze — służące do niszczenia celów powietrznych (AIM-7 Sparrow, AIM-9 Sidewinder, AIM-120 AMRAAM)
  - powietrze-ziemia — do niszczenia celów naziemnych, ewentualnie nawodnych (AGM-65 Maverick)
  - powietrze-woda — wyspecjalizowane do zwalczania celów morskich (Exocet, AGM-84 Harpoon)
- naziemne - wystrzeliwane z wyrzutni naziemnych
  - ziemia-powietrze - pociski przeciwlotnicze wystrzeliwane z różnych platform naziemnych, również z ręcznych wyrzutni rakietowych, służące do niszczenia celów powietrznych (FIM-92 Stinger, 9K38 Igła)
  - ziemia-ziemia — wystrzeliwane z platform naziemnych do niszczenia celów powierzchniowych lub naziemnych
  - ziemia-woda — wystrzeliwane z platform naziemnych do niszczenia celów morskich
- morskie - wystrzeliwane z wyrzutni okrętowych (czasami tożsame z naziemnymi)
  - woda-powietrze - jak ziemia-powietrze
  - woda-ziemia - wystrzeliwane z okrętów do niszczenia celów powierzchniowych
  - woda-woda - wystrzeliwane z okrętów nawodnych, służące do zwalczania okrętów
  - głębina wodna-ziemia — pociski wystrzeliwane z okrętów podwodnych będących w zanurzeniu. Są to zazwyczaj pociski balistyczne z głowicami jądrowymi; UGM-27 Polaris, UGM-73 Poseidon, Trident I i Trident II.
  - woda-głębina wodna, powietrze-głębina wodna — rakietotorpedy lub rakiety wystrzeliwane z wyrzutni nawodnych lub z samolotów, służące do niszczenia okrętów podwodnych.

Ze względu na budowę i cechy konstrukcyjne wyróżniamy pociski (poniższe podziały się krzyżują):
- jednostopniowe (najczęstsze)[12]
- wielostopniowe - posiadające większą ilość stopni napędowych w celu zapewnienia większego zasięgu i prędkości (dwustopniowe, trzystopniowe, wyjątkowo czterostopniowe)[12]
- kierowane
- niekierowane
- rakietowe
- o napędzie mieszanym
- napędzane silnikiem odrzutowym przelotowym
- samoloty-pociski

### Inne pociski odrzutowe
Pociski odrzutowe inne od pocisków rakietowych napędzane są silnikami odrzutowymi przelotowymi: turboodrzutowymi (w tym turbowentylatorowymi) lub strumieniowymi, nieliczne konstrukcje pulsacyjnymi. Często stosowany jest napęd mieszany, w postaci startowych silników rakietowych i marszowego silnika strumieniowego (który do pracy wymaga rozpędzenia do prędkości kilkuset km/h) lub turboodrzutowego. Oprócz zastosowanego silnika i jego instalacji, cechy konstrukcyjne pocisków odrzutowych oraz ich podziały są podobne do pocisków rakietowych, z tym, że w porównaniu z pociskami rakietowymi, pociski odrzutowe używane są tylko do niektórych zastosowań, kiedy wymagany jest duży zasięg lotu w atmosferze:
- samoloty-pociski do zwalczania celów lądowych lub morskich, wystrzeliwane z lądu, morza lub powietrza (np. V1, BGM-109 Tomahawk)
- odrzutowe kierowane pociski przeciwlotnicze (ziemia-powietrze, woda-powietrze). Najczęściej były to pociski dwustopniowe o napędzie mieszanym, z silnikiem rakietowym i strumieniowym, do zwalczania celów na dużych wysokościach.
- odrzutowe kierowane pociski lotnicze powietrze-ziemia i powietrze-woda.
- niekierowane odrzutowe pociski artyleryjskie, wystrzeliwane z dział (rzadko spotykane).